# Dalbergia funera
Dalbergia funera (the Ebano hoặc Funera) là một loài rau đậu thuộc họ Fabaceae.
Loài này có ở El Salvador và Guatemala.
Chúng hiện đang bị đe dọa vì mất môi trường sống.